# Проклитика
Прокли́тика (др.-греч. προκλιτικόν от προκλίνω — «наклоняю вперёд») — безударное слово (клитика), стоящее перед словом, имеющим ударение, и примыкающее к этому слову в отношении ударения.
Примеры: На столе́, подо мно́й, наш сы́н, но о́н, ты быва́л (проклитики: на, подо, наш, но, ты)